# Hoplopleura sembeli
Hoplopleura sembeli är en insektsart som beskrevs av Christopher J. Durden 1990. Hoplopleura sembeli ingår i släktet Hoplopleura och familjen gnagarlöss. Inga underarter finns listade i Catalogue of Life.